# Moulin Rouge (glasbena skupina)
Moulin Rouge (tako imenovana po pariškem zabavišču Moulin Rouge) je slovenska pop skupina, delujoča predvsem na prelomu iz 80. v 90. leta 20. stoletja, delovala je do 2006 z največjimi uspehi med 1986 in 1991, Matjaž Kosi pa poleti 2020 napovedal vrnitev v 2021.
Projekt je zgodnejši predstavnik trenda Eurodance disco plesne glasbe podprte z elektronskimi ritmi, mnogi projekt uvrščajo v podzvrst Italo-Disco in Hi NRG, nekateri pa celo v trance. Projekt je doživel velik uspeh v tujini, predvsem na Japonskem, opazen pa je bil tudi v Nemčiji, v Skandinaviji, v ZDA in v Italiji. Moulin Rouge še danes ostaja zgodovinsko gledano en izmed najuspešnejših slovenskih glasbenih predstavnikov v tujini.
Gonilna sila celega projekta, avtor glasbe, besedil in producent je Matjaž Kosi. V skupini je kot vokalistka nekaj mesecev nastopala tudi Deja Mušič, po njenem je bil prvi vokalist skupine Miran Rudan, ki pa je pri skupini ostal le nekaj mesecev (na avdiciji 1985 je sicer premagal Arturja Šterna). V različnih obdobjih je Kosi k sodelovanju povabil tudi druge sodelavce. Sprva je bil Moulin Rouge moški trio, ki sta ga poleg Kosija sestavljala še Miki Šarac in Marko Banič. V tej sestavi je skupina poleti 1985 dosegla hit s pesmijo Mi plešemo. Najbolj ostaja v spominu duo z Alenko Šmid - Čeno v obdobju 1986-1991, kasneje pa je večji pečat pustilo tudi sodelovanje Katje Lapkovsky (znana iz skupine Hari Margot) kot avtorice večine pomembnejših tekstov. Leta 1991, ob razpadu države, je skupina Moulin Rouge posnela album, na katerem je kot nova pevka sodelovala Alice Camara. Vendar pa album zaradi takratnih razmer in pevkine odločitve za drugačno kariero ni bil nikoli izdan.
V projektu Moulin Rouge 2010, poskusu obuditve stare slave v prvih letih novega tisočletja je, se je Matjaž Kosi pojavljal v vlogi avtorja, producenta in pevca, družbo mu je v tistem obdobju delala pevka Karmen Plazar - Lady C, katere sodelovanje je bilo posebej prisotno pri projektu The Best Of - 2002. Karmen Plazar je kot pevka sodelovala tudi pri vrnitvi s starimi hiti 2025.

## Domača diskografija
- Mi plešemo (mala plošča) (1985 ZKP RTVLJ)
- Moulin Rouge (1987 ZKP RTVLJ)
- Johnny (1988 ZKP RTVLJ)
- Najslajši poljubi (1989 ZKP RTVLJ)
- Tea For Two (1990 ZKP RTVS / Victor Japan / Expanded Music s.r.l. )
- 2010 - Album (2000 Hit Factory)
- The Best Of - 2002 (2002 Hit Factory)

v domačih kompilacijah:
- Lady (Pop delavnica 1986, 1986, ZKP RTVLJ)
- Ti si moj bombonček (Pop delavnica 1987, ??)
- Bye, by, baby (Eurovizija '87 izbor iz JRT, 1987, PGP RTB)
- Prvi tvoj poljub (Pop delavnica 1988, ??)
- Johnny je moj (YU Eurovizija '88, 1988, ZKP RTVLJ)
- Najslajši poljubi (MESAM '88, 1988, Jugoton)
- Ti in jaz (MESAM '89, 1989, Jugoton)
- Svet je za Glorio (Najboljše ta hip, 1990, ZKP RTVLJ)
- Johnny je moj (Insieme - Evropa 92 in drugi evrovizijski uspehi, 1990, ZKP RTVLJ)
- Beng beng (Melodije morja in sonca XIV - Portorož '91, 1991, ZKP RTVLJ)
- Poljubi me, pozabi me (Pop delavnica 1991 - zvečer, 1991, Corona)
- Zvezde 99 (Atlantis Volume 02, 1999, Menart Records)
- Šubi šubi (DeeJay Time Beli Album 7, 2002, Menart Records)
- Prvi tvoj poljub (DJ Svizec turbo mix. Vol. 6, 2007, Menart Records)
- Zadnji spomin

Album Najslajši poljubi je bil prvi album zabavne glasbe v slovenji izdan na CD nosilcu.

## Mednarodna diskografija
- High Energy boy (singel) (1987)
- D.J. I Wanna Be Your Record (singel) (1988)
- Boys Don't Cry (singel) (1988)
- Boys Don't Cry (CD) (1989 Victor Japan)(izdan tudi pod naslovom Out of Control)
- Boys Don't Cry (us remix) (singel) (1988)
- The Megamix (1989)
- Baby I Miss You (singel) (1989)
- Stranger (singel) (1989)
- Sugar Candy Kiss (singel) (1990)
- Tea For Two (singel) (1990)
- Tea For Two (CD) (1990 ZKP RTVS / Victor Japan / Expanded Music s.r.l. )
- Just A Start (singel) (2002)
- My Heart Is Beating Boom (singel) (2003)
- Boys Don`t Cry (single) remake (2004)
- Back Like A Boomerang (singel)(2006)